# تنگه گریت سندی

تنگه گریت سندی (انگلیسی: Great Sandy Strait) یا تنگه شنی بزرگ یک تنگه در شرق ایالت کوئینزلند استرالیا است که این ایالت را به جزیره فریزر متصل می کند.